# 米蘭嶺
83°15′S 156°8′E / 83.250°S 156.133°E
米蘭嶺（英語：Milan Ridge）是南極洲的山嶺，位於奧次地，全長9公里，處於米勒山脈的阿森特冰川西岸，以生理學家命名，現時由南極條約體系管理。